# Theologische Hochschule von Ghom

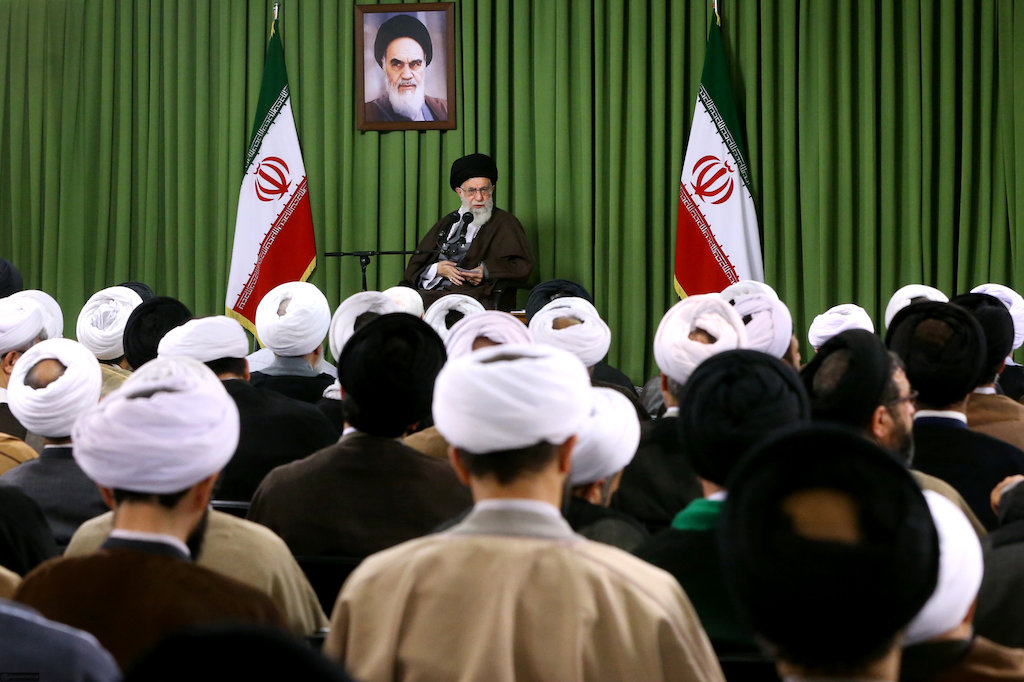
Der iranische Religionsführer Chamenei trifft Studenten des Ghom-Seminars; im Hintergrund das Bild des vorigen Staatsoberhauptes Chomeini

Die Theologische Hochschule von Ghom, auch bekannt als Feiziyye, ist die wichtigste schiitische theologische Hochschule (Hawza) im Iran. Sie liegt in der zentraliranischen Stadt Ghom (Qom), 140 Kilometer südwestlich von Teheran. Neben der Hawza von Ghom liegt der Schrein der Fatima Masuma, der Schwester des achten schiitischen Imams Ali ibn Musa ar-Rida (gest. 818).
Nach der Theologischen Hochschule der Stadt Nadschaf im Irak gilt Ghom als die zweitwichtigste religiöse Ausbildungsstätte der Schiiten.
Sie wurde ursprünglich 1533 nach dem Tode Schah Ismails in der Zeit der Safawiden (1501–1722) gegründet und später nach dem bekannten schiitischen Theologen Muhammed Muhsin Faiz Kaschani (1598/9–1680), bekannt als Mullah Muhsin Faiz benannt, der dort studiert und später gelehrt hatte.
Durch den Zustrom schiitischer Gelehrter nach dem Zusammenbruch des Osmanischen Reiches wurde diese schiitische Bildungsstätte wiederbelebt und erweitert unter der geistigen Führung und administrativen Aufsicht von Ajatollah Abdolkarim Haeri Yazdi (1859–1937). Seitdem ist es ein wichtiges schiitisches Wissenschaftszentrum.
Im Jahr 1963 war die Theologische Hochschule der Schauplatz von Unruhen im Iran zwischen staatlichen Sicherheitskräften und Demonstranten. Im März 1963 wurde das Feyzieh-Seminar von schahtreuen Schlägern angegriffen, wobei drei Seminaristen zu Tode kamen. Die Unruhen und die Reaktionen darauf führten letztendlich zu Ajatollah Chomeinis Verhaftung und schließlich zu seiner Verbannung aus dem Land. Er predigte hier die welāyat-e faqih („Statthalterschaft des Rechtsgelehrten“).
Der ehemalige iranische Staatspräsident Rafsandschani erhielt hier seine Kleriker-Ausbildung.

## Bekannte Gelehrte
- Abdolkarim Haeri Yazdi
- Mousavi Ardebili
- Ahmad Khonsari
- Ali Meschkini
- Ali Safi Golpaygani
- Ayatollah Haj Mirza Khalil Kamareyi
- Hossein Vahid Khorasani
- Hossein Ali Montazeri
- Jawad Tabrizi
- Mehdi Shab Zende Dar Jahromi
- Mohammad Alavi Gorgani
- Mohammad Ali Araki
- Mohammad Beheschti
- Mohammad Fazel Lankarani
- Mohammad Kazem Schariatmadari
- Mohammad Husseini Schirazi
- Mohammad Reza Golpayegani
- Mohammad-Taghi Bahdschat Fumani
- Morteza Haeri Yazdi
- Mousa Shubairi Zanjani
- Muhammad Hujjat Kuh-Kamari
- Allameh Tabatabai
- Naser Makarem Shirazi
- Ruhollah Chomeini
- Sadr al-Din al-Sadr
- Sayyid Sadeq Rohani
- Hossein Borudscherdi
- Shahab al-Din Mar'ashi Najafi
- Jusuf Sanei
- Seyed Reza Bahaadini